# 真布駅
真布駅（まっぷえき）は、北海道雨竜郡沼田町字真布にあった北海道旅客鉄道（JR北海道）留萌本線の駅（廃駅）である。電報略号はマフ。
廃止時点では約半分の普通列車は通過していた。

## 歴史

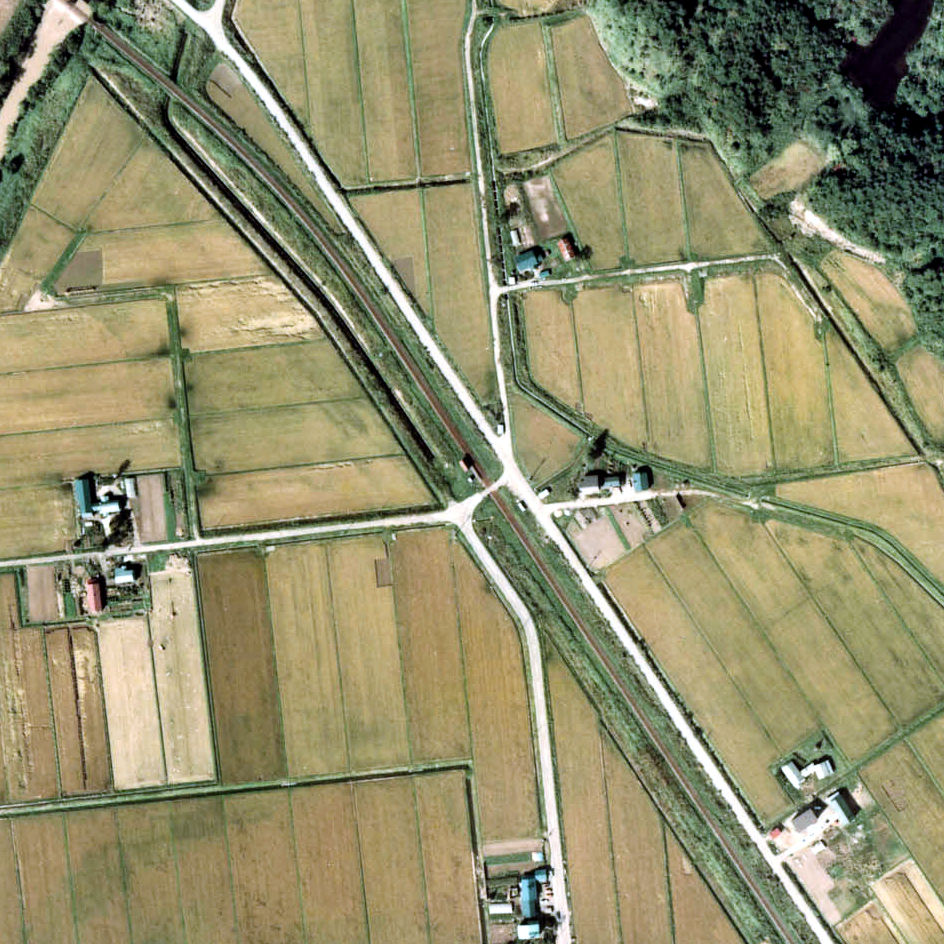
1977年の真布仮乗降場と周囲約500メートル範囲。左上が留萌方面。

- 1956年（昭和31年）7月1日：日本国有鉄道留萠本線の石狩沼田駅 - 恵比島駅間に真布仮乗降場（局設定）として新設開業[1]。旅客のみ取扱い。
- 1987年（昭和62年）4月1日：国鉄分割民営化によりJR北海道に継承。同時に駅に昇格。真布駅となる[1]。
- 1990年（平成2年）3月10日：営業キロ設定。
- 1997年（平成9年）4月1日：線名改称に伴い留萌本線の駅となる[1]。
- 2023年（令和5年）4月1日：石狩沼田駅 - 留萌駅間の廃止に伴い廃駅[2][JR北 1]。

### 駅名の由来
当駅の所在する地名より。
幌新太刀別川の支流、真布川（シルトルマップ川とも）のアイヌ語名、「パンケシルトロマㇷ゚（panke-sir-utur-oma-p）」（下の・山・の間・にある・もの〔＝川〕）が前略され名づけられたと考えられている。

## 駅構造
地上駅。線路の南西側（増毛方面に向かって左手側）に単式ホーム（木製）1面1線を有する棒線駅であった。深川方にスロープを有し駅施設外に連絡していた。
開業時からの無人駅だった。廃止時点では駅舎は無かったが、ホーム北側に待合所を有していた。木造で、外壁が下見板張り、片流れ屋根の建物である。舎内には補強のために新たに筋交いが施されている。壁面には手造りの小さな駅名標が掲示されている。トイレは無かった。

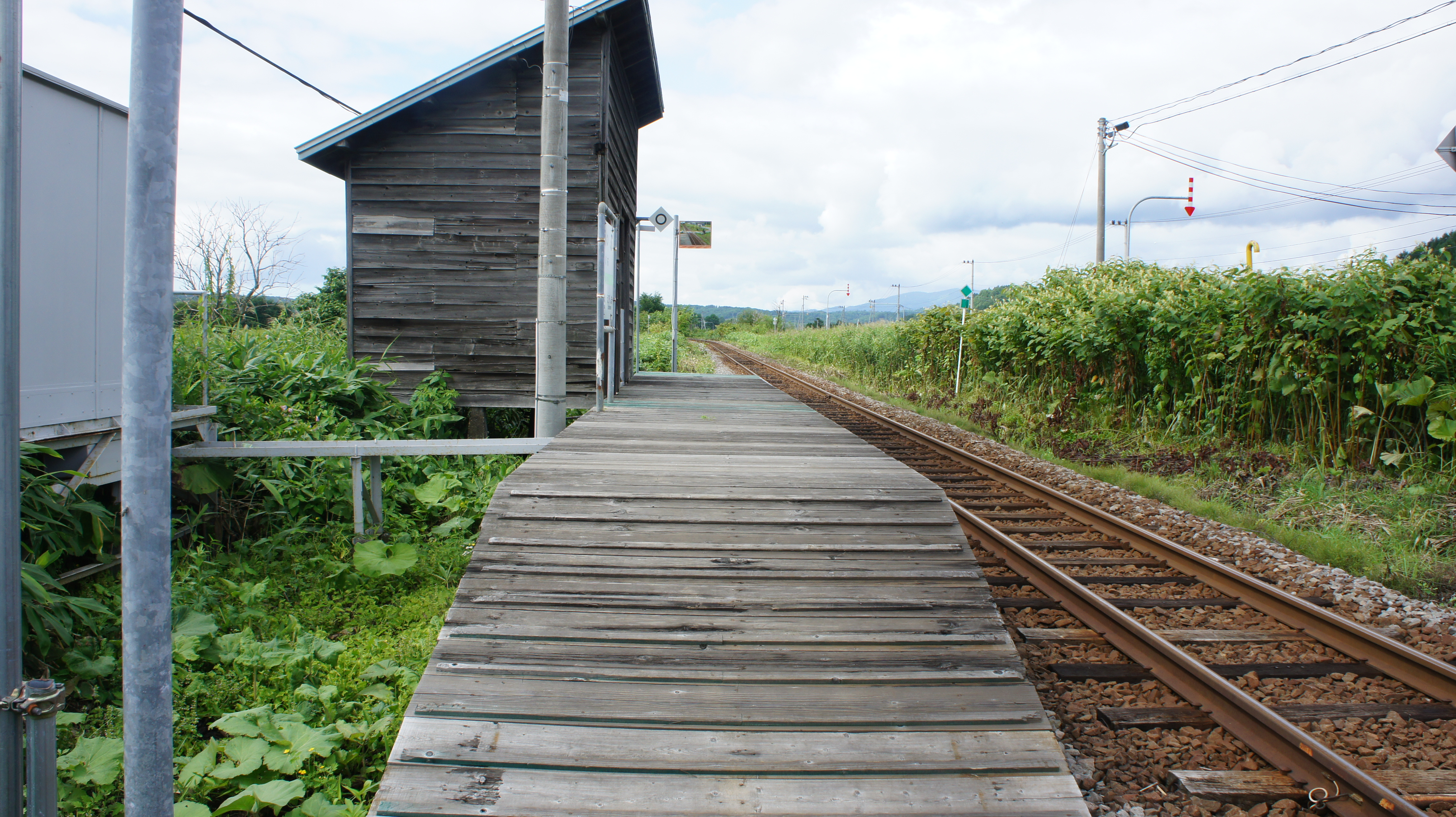
ホーム（2017年8月）
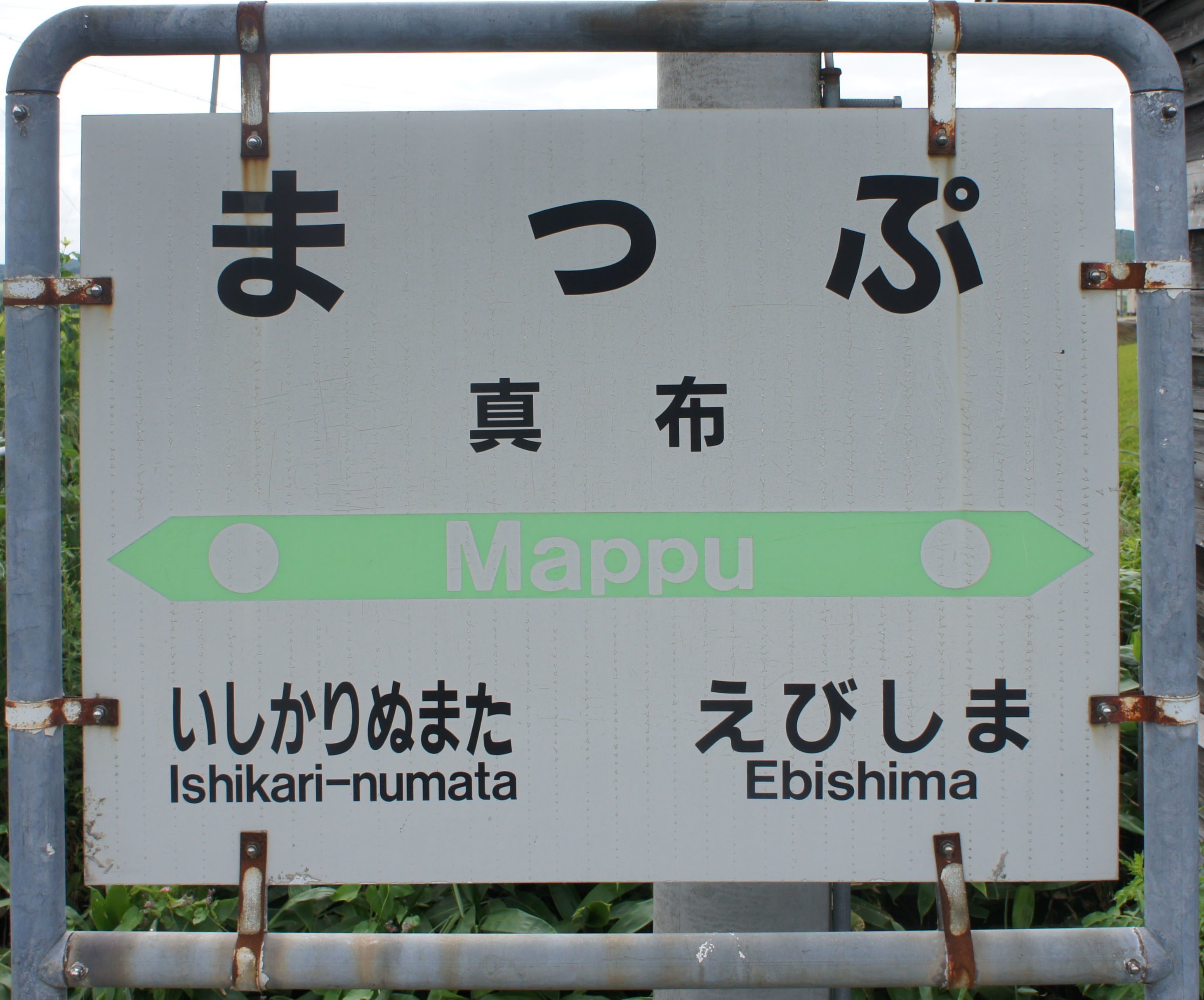
駅名標（2017年8月）

## 利用状況
乗車人員の推移は以下のとおりであった。年間の値のみ判明している年については、当該年度の日数で除した値を括弧書きで1日平均欄に示す。乗降人員のみが判明している場合は、1/2した値を括弧書きで記した。また、「JR調査」については、当該の年度を最終年とする過去5年間の各調査日における平均である。
| 年度               | 乗車人員 | 乗車人員 | 乗車人員    | 出典       | 備考                            |
| 年度               | 年間     | 1日平均  | JR調査      | 出典       | 備考                            |
| ------------------ | -------- | -------- | ----------- | ---------- | ------------------------------- |
| 1992年（平成04年） |          | (4.0)    |             | [ 7 ]      | 1日乗降：8人                    |
| 2015年（平成27年） |          |          | 「1名以下」 | [ 10 ]     |                                 |
| 2016年（平成28年） |          |          | 1.4         | [ JR北 2 ] | 同年度中に留萌駅 - 増毛駅間廃止 |
| 2017年（平成29年） |          |          | 1.8         | [ JR北 3 ] |                                 |
| 2018年（平成30年） |          |          | 2.0         | [ JR北 4 ] |                                 |
| 2019年（令和元年） |          |          | 2.4         | [ JR北 5 ] |                                 |
| 2020年（令和02年） |          |          | 2.4         | [ JR北 6 ] |                                 |
| 2021年（令和03年） |          |          | 2.2         | [ JR北 7 ] |                                 |
| 2022年（令和04年） |          |          | 1.8         | [ JR北 8 ] | 同年度末で営業終了              |

## 駅周辺
農耕地の中に位置する。田んぼが多い。
- 北海道道1007号恵比島旭町線
- 北海道道549号峠下沼田線
- 化石発掘体験場[6]
- 藤沢貯水池[6]
- 藤沢ダム
- 真布川（シルトルマップ川） - 雨竜川の支流、幌新太刀別川の支流[5][6]。

## 隣の駅
北海道旅客鉄道（JR北海道）
留萌本線（当駅廃止直前時点）
石狩沼田駅 - 真布駅 - 恵比島駅

### JR北海道
1. ↑  『留萌線（石狩沼田・留萌間）の廃止日繰上げの届出について』（PDF）（プレスリリース）北海道旅客鉄道、2022年12月9日。オリジナルの2022年12月9日時点におけるアーカイブ。2022年12月9日閲覧。
2. ↑  「駅別乗車人員（2016）」（PDF）『線区データ（当社単独では維持することが困難な線区）(地域交通を持続的に維持するために)』、北海道旅客鉄道株式会社、3頁、2017年12月8日。オリジナルの2018年8月17日時点におけるアーカイブ。2018年8月17日閲覧。
3. ↑  「留萌線（深川・留萌間）」（PDF）『線区データ（当社単独では維持することが困難な線区）(地域交通を持続的に維持するために)』、北海道旅客鉄道株式会社、3頁、2018年7月2日。オリジナルの2018年8月18日時点におけるアーカイブ。2018年8月18日閲覧。
4. ↑  “留萌線（深川・留萌間）” (PDF). 線区データ（当社単独では維持することが困難な線区）(地域交通を持続的に維持するために).   北海道旅客鉄道. p. 3 (2019年10月18日). 2019年10月18日時点のオリジナルよりアーカイブ。2019年10月18日閲覧。
5. ↑  “留萌線（深川・留萌間）” (PDF). 地域交通を持続的に維持するために > 輸送密度200人未満の線区（「赤色」「茶色」5線区）.   北海道旅客鉄道. p. 3 (2020年10月30日). 2020年11月2日時点のオリジナルよりアーカイブ。2020年11月4日閲覧。
6. ↑  “駅別乗車人員  特定日調査（平日）に基づく”.   北海道旅客鉄道. 2022年8月3日時点のオリジナルよりアーカイブ。2022年8月14日閲覧。
7. ↑  “駅別乗車人員  特定日調査（平日）に基づく”.   北海道旅客鉄道. 2022年9月3日時点のオリジナルよりアーカイブ。2022年9月3日閲覧。
8. ↑  “駅別乗車人員  特定日調査（平日）に基づく”.   北海道旅客鉄道. 2023年11月10日時点のオリジナルよりアーカイブ。2023年11月10日閲覧。